# بوشقرون
بوشقرون (به عربی: بوشقرون) یک شهرداری در الجزایر است که در استان بسکره واقع شده‌است. بوشقرون ۱۰٬۸۰۰ نفر جمعیت دارد.